# Стефанссон, Вильялмур
Вильялмур Стефанссон (Вильхьяульмюр Стефаунссон, исл. Vilhjálmur Stefánsson; 3 ноября 1879, Манитоба, Канада — 26 августа 1962, Хановер, США) — канадский полярный исследователь, этнограф и писатель.
Родился в семье исландских иммигрантов. Ещё во время учёбы в высших учебных заведениях заинтересовался антропологией, хотя видные теологи унитарианства пророчили ему блестящее будущее на поприще богословия. В 1906 году Стефанссон вошёл в состав участников Англо-американской полярной экспедиции Эрнеста Леффингуэлла, под эгидой которой состоялось его знакомство с Арктикой, но принять деятельного участия в ней по объективным причинам не смог. В 1908 году и в 1913 году возглавил две самостоятельные арктические экспедиции, последняя из которых длилась 5 лет, и в ходе которой были совершены последние крупные географические открытия в этом регионе. Всего Стефанссон провёл в Арктике, в общей сложности, 10 полярных зим и 13 летних сезонов.
Он стал наиболее известен как популяризатор этого региона Земли, как автор многочисленных книг, посвящённых теме полярных исследований, по словам А. Ф. Трёшникова, сыгравших, в частности, немалую роль в привлечении советской молодёжи к работе на Севере. Тем не менее, несмотря на очевидные заслуги и достижения, методы выживания в Арктике, пропагандируемые Стефанссоном, целый ряд его начинаний, принятых решений, а также результатов исследований получили весьма неординарную оценку со стороны современников.

## Ранние годы
Вильялмур Стефанссон родился 3 ноября 1879 года в Канаде в семье исландских иммигрантов Йоуханна Стефаунссона (Jóhann Stefánsson) и Ингибьёрги Йоуханнесдоуттир (Ingibjörg Jóhannesdóttir), в 1876 году из-за экологических и экономических проблем покинувших родину и обосновавшихся в провинции Манитоба, где вместе с такими же, как они, фермерами основали на берегу озера Виннипег Новую Исландию. В 1881 году из-за наводнения на озере Виннипег, а также сурового климата, ранее унесшего жизни их двоих детей, семья перебралась в США в штат Северная Дакота.
Когда Вильялмуру было 13 лет, умер его отец, и, чтобы содержать семью, ему пришлось батрачить на чужих фермах пастухом и работать продавцом лошадей. В 1898 году он получил среднее образование на подготовительном отделении университета Северной Дакоты, в который он поступил в том же году и в котором же получил репутацию смутьяна «за разжигание протеста среди студентов», а также за демонстрацию «вызывающего поведения и неповиновения». В 1902 году, незадолго до окончания университета, Стефанссон был отчислен из учебного заведения по формальным причинам (за трёхнедельный прогул) и до конца учебного года работал корреспондентом газеты Plaindealer, а к началу следующего поступил в университет штата Айова, который окончил годом позже со степенью бакалавра в области естественных наук.
Ещё во время обучения в Дакоте Вильялмур познакомился с Уильямом Фенном и Самуэлем Элиотом — видными представителями Американской унитарианской ассоциации (AUA), которые, увидев в молодом человеке потенциал, предложили ему продолжить обучение в Гарварде. Несмотря на то, что интересы Вильялмура лежали в области антропологии, в сентябре 1903 года Стефанссон, «окрылённый перспективой стать студентом Гарвардского университета», поступил в Гарвардскую школу богословия, в которой проучился всего лишь год. Параллельно с учёбой на богословском факультете он слушал лекции по биологии и антропологии, и в 1904 году перевёлся из Школы богословия в Музей Пибоди, став стипендиатом факультета антропологии. Однокурсники (а позднее и все те, кто был близко знаком со Стефанссоном) звали его «Stef».
В 1904 и 1905 годах во время летних каникул Стефанссон совершил две поездки на родину своих предков — в Исландию, где в 1905 году совместно с другими студентами провёл довольно успешные археологические и этнографические исследования. В 1906 году Гарвардский университет рекомендовал Вильялмура в качестве антрополога Эрнесту Леффингуэллу — американскому геологу, планировавшему научную экспедицию в море Бофорта, с которой началось знакомство Стефанссона с Арктикой.

## Арктические экспедиции

### Англо-Американская полярная экспедиция (1906—1907)
В 1906 году Стефанссон принял приглашение Леффингуэлла войти в состав Англо-американской полярной экспедиции, целью которой были научные изыскания в море Бофорта, в частности, поиски ещё не открытой, но якобы существующей Земли Кинана. По договорённости с руководителем, Вильялмур должен был присоединиться к составу основной партии в устье реки Маккензи, куда планировал добраться по суше, попутно собрав этнографический материал о жизни аборигенов севера Канады.
Весной 1906 года он начал своё путешествие из Эдмонтона, и спустя несколько месяцев пути достиг устья Маккензи, откуда на китобойном судне добрался до острова Хершел, на котором было назначено рандеву с «Дэтчесс оф Бедфорд» — экспедиционным судном Леффингуэлла, но оно так и не состоялось. В ожидании прибытия основной партии Стефанссон решил посвятить своё время изучению быта инуитов, и с наступлением зимы, когда стало очевидным, что судно не придёт, он перебрался на материк и провёл (фактически на иждивении) зимовку у эскимоса по имени Оваюк, попутно изучая все премудрости образа жизни этого северного народа — строительство иглу, особенности охоты и рыбалки, методы передвижения (а также, естественно, их язык) и т. п.. В это же время сформировались его, ставшие впоследствии знаменитыми, взгляды на Арктику, как на регион гостеприимный, а не враждебный для белых людей, если только они готовы принять образ жизни северных народов.
Весной 1907 года Вильялмур вернулся на остров Хершел, узнал что «Дэтчесс оф Бедфорд» затонул вблизи острова Флаксман и, в отсутствие дальнейших перспектив, на «перекладных» через Аляску возвратился домой. Результатом его научных наблюдений стал доклад Американскому географическому обществу, а также целый ряд статей, опубликованных в ведущих профильных научных изданиях, таких как «Американский антрополог», «Геологический обзор Канады» и ряде других.

### Экспедиция Стефанссона — Андерсена (1908—1912)
Ещё в 1906 году Стефанссон услышал от китобоев, ранее побывавших на острове Виктория, о проживающих там эскимосах, пользующихся медными ножами и внешне очень похожих на европейцев. Эти сведения не могли не заинтересовать молодого учёного-антрополога, и уже по возвращении на родину он стал вынашивать планы собственной этнографической экспедиции в этот регион. Стефанссону удалось заручиться финансовой поддержкой Американского музея естественной истории, а после того, как к нему присоединился доктор Рудольф Андерсен — коллега Вильялмура по университету Айовы, обладавший репутацией блестящего учёного, начинание поддержал и Канадский институт геологических исследований.
22 апреля 1908 года Стефанссон и Андерсен покинули Нью-Йорк и к 5 июля по маршруту 1906 года достигли устья Маккензи. В этом же году они перебрались на мыс Барроу, собрав по пути туда (более 700 км к западу), а также за время пребывания в этом районе богатый археологический и этнографический материал о жизни инуитов. К осени 1909 года они вернулись на остров Хершел, откуда на китобойце «Карлук» добрались до мыса Парри (в 600 км к востоку от Хершеля) — исходной точки для дальнейшего перехода на остров Виктория.
Перезимовав, в апреле 1910 года путешественники выступили на восток вдоль побережья и в середине мая обнаружили эскимосскую деревню, жители которой ранее не имели контактов с европейцами. Остаток года исследователи провели среди новых друзей, которых Стефанссон назвал «медные эскимосы», и зазимовали в дельте реки Дис.
30 апреля 1911 Стефанссон в сопровождении проводника (Андерсен остался, чтобы продолжить свои исследования) пересёк пролив Долфин-энд-Юнион и посетил побережье острова Виктория, где был тепло встречен местными инуитами, своими чертами действительно значительно похожими на европейцев. «… когда я их увидел, я понял, что нахожусь на пороге крупного научного открытия… Глядя на этих людей, я понял, что либо наткнулся на последнюю главу одной из исторических трагедий далекого прошлого, либо передо мной новая загадка, которую ещё предстоит разрешить: почему эти люди похожи на европейцев, если они не европейского происхождения?».
Посетив Викторию, путешественники выдвинулись в обратный путь и к осени 1912 года благополучно добрались до Сиэтла. Результатами работы экспедиции стали более 20 тысяч археологических образцов, а также богатейший этнографический материал, который был высоко оценен учёными.
По возвращении из экспедиции Стефанссон стал объектом пристального внимания средств массовой информации, а его интервью «Американский путешественник открывает исчезнувшее племя белых людей, потомков Лейфа Эриксона», опубликованное в тогда заурядной местной газете Андервуд (в значительной степени приукрашенное журналистом), вызвало шквал последующих публикаций в прессе по поводу открытия эскимосов европейского типа — белых эскимосов, зачастую не имевших никаких научных оснований. В полемику об открытии Стефанссона вступили такие именитые полярники как Руаль Амундсен, крайне негативно отнёсшийся к его достижениям, Адольф Грили, который в целом поддержал начинающего исследователя, и Фритьоф Нансен, который, по мнению исследователя, нанёс ему «самый тяжелый удар»: «Его мнение о приписываемых мне заявлениях выразилось в его намеке на то, что США, по-видимому, произвели нового доктора Кука! Однако Нансен вскоре отмежевался от моих критиков, сообразив, что, будучи исландцем, я вряд ли мог быть таким невеждой в вопросах гренландской и скандинавской истории, каким меня представляли сообщения из Сиэтла…» Только 15 сентября 1912 года, уже после опубликования официального отчёта об экспедиции, на страницах газеты «The Sun» Вильялмуру удалось положить конец спекуляциям по поводу сделанных своих научных открытий. События второй полярной экспедиции Стефанссон подробно описал в книге «Моя жизнь с эскимосами» (англ. My life with the Eskimo), которая увидела свет в 1913 году.

### Канадская арктическая экспедиция (1913—1918)
В 1913 году Стефанссон организовал новую экспедицию в Арктику, в которой, помимо выполнения комплексной научной программы, планировалось осуществить и географические изыскания в море Бофорта в до этого полностью не исследованном арктическом секторе к северо-востоку от западной оконечности Аляски — «полюсе наибольшей недоступности». Первоначально экспедиция финансировалась Национальным географическим обществом и Музеем естественной истории США, но после того, как Стефанссон обратился за дополнительной финансовой поддержкой к Роберту Бордену — премьер-министру Канады, последний, посчитав задачи экспедиции исключительной сферой интересов его страны, согласился возложить все расходы по её осуществлению на канадское правительство . Одной из частных задач, которые ставил перед собой Стефанссон, было найти подтверждение его ранее сформированным взглядам на Арктику, как на гостеприимный регион Земли, развеять миф, что «люди могут существовать в некоторых местах полярной суши, но что в полярных морях, вдали от берегов, жизнь невозможна».

Работа экспедиции планировалась северной (на судне «Карлук») и южной (на судне «Аляска») партиями при поддержке судна «Мэри Сакс» (англ. Mary Sachs), каждая со своими собственными научными задачами. Летом 1913 года все суда вышли в море («Карлук» 13 июня, «Аляска» 15 августа). Стефанссон возглавил северную партию на «Карлуке», капитаном которой был Роберт Бартлетт. 
Уже в начале августа, продвигаясь на восток между береговой линией Аляски и льдами моря Бофорта, «Карлук» попал в тяжелые погодные условия и, в том числе из-за ошибки в навигации, оказался в ледовом плену. 20 сентября, когда по мнению Стефанссона стало очевидным, что «Карлук» не освободится в этом году, он, взяв с собой пять человек — этнографа Даймонда Дженнесса, метеоролога Берта Мак-Коннела (англ. Burt McConnell), фотографа Хьюберта Уилкинса и двух инуитов, отправился на охоту на карибу в район устья реки Колвилл — «после того как мы более недели простояли на одном месте, Бартлетт и я пришли к заключению, что морской лед, окружающий наше судно, смерзся с береговым припаем и, таким образом, „Карлук“, по-видимому, останется здесь неподвижным до будущего лета, если не произойдет сильной бури…». Однако разыгравшийся буквально через несколько дней шторм отнёс «Карлук» на восток и партия Стефанссона больше не смогла вернуться на судно. В том же году она без особых трудностей сумела добраться до мыса Коллинсон (куда благополучно прибыли «Аляска» и «Мэри Сакс») неподалёку от острова Флаксман, где зазимовала вместе с южной партией (руководство которой осуществлял Рудольф Андерсен — соратник Стефанссона по предыдущей экспедиции).

#### Походы 1914—1917 годов
Несмотря на потерю «Карлука», Стефанссон не собирался отказываться от ранее намеченных планов, и 22 марта 1914 года он вместе с Уле Андреасеном (норв. Ole Andreasen) и Сторкер Сторкенсоном (норв. Storker Storkerson) — участником экспедиции Леффингуэлла, при поддержке вспомогательной партии вышел на разведку в море Бофорта с Мартин-Пойнт (англ. Martin Point), намереваясь продвигаться вдоль 143 меридиана до 76° СШ, после чего или вернуться на Аляску, или, если вынудят обстоятельства, перейти на остров Банкс, откуда его партию, по плану, должно было забрать (в случае несвоевременного возвращения) спасательное судно. Путешественники брали с собой продовольствие только на 5-6 недель, рассчитывая питаться исключительно за счёт местных ресурсов. 7 апреля вспомогательная партия повернула назад. К 27 апреля Стефанссон со товарищи с шестью собаками достигли 72°58’N, откуда, в связи с начавшимся таянием морского льда, руководитель партии решил взять курс на остров Банкс, которого группа достигла только 25 июня (точнее Норвежского острова (англ. Norway Island) — небольшого островка у его западного побережья), через 96 дней после того, как она покинула берега Аляски. В целом расчёты Стефанссона на пополнение запасов пищи и топлива исключительно за счёт охоты оправдались, хотя его партии всё-таки пришлось несколько недель провести на «голодном» пайке. Оставшуюся часть лета полярники посвятили исследованию западного побережья острова Банкс, близлежащего острова Бернарда, а в начале осени (11 сентября) значительно южнее чем планировалось, состоялось рандеву с посланной за ними «Мэри Сакс» (под общим командованием Х. Уилкинса). Однако судно, к величайшему сожалению Вильялмура, который рассчитывал его задействовать для перехода ещё севернее, по пути к острову получило повреждение гребного винта, стало давать течь и его экипаж был вынужден вытащить его на берег для ремонта и остаться на зимовку.
Зимой 1914-15 годов (с 22 декабря по 27 января) Стефанссон вместе с эскимосом по имени Наткусиак (Natkusiak) совершил путешествие вдоль юго-восточного побережья острова Банкс и побывал на острове Виктория. В середине февраля 1915 года он возглавил партию из семи человек, которая отправилась вдоль северо-западного побережья острова Банкс к острову Принс-Патрика. 18 июня, продвигаясь на север, на 78° СШ 117° ЗД он открыл ранее неизвестную землю, которую назвал остров Брок в честь Реджинальда Брока — руководителя Геологической службы Канады, которую объявил «собственностью доминиона Канады». Обеспокоенный возможными сложностями с возвращением назад, в частности, с пересечением пролива Мак-Клур в разгар лета, Стефанссон 22 июня взял курс «домой» и к 9 августа его партия благополучно сумела вернуться на экспедиционную базу на мысе Келлетт острова Банкс. 11 августа к мысу Келлетт подошёл китобоец «Белый медведь», на котором 16 августа Стефанссон добрался до «большой земли» — острова Хершел, чтобы забрать продовольствие и снаряжение, необходимое для работы в будущем году.
Осенью того же года Стефанссон на «Белом Медведе» перебрался на остров Виктория, где основал новую базу для проведения изыскательских работ весной-летом 1916 года. Ещё до конца 1915-го он в сопровождении нанятых им эскимосов успел совершить ряд походов по Виктории, а также на остров Банкс. 5 апреля 1916 года Вильялмур направился к северу от залива Мерси через пролив Мак-Клур и остров Мелвилл для изучения новой земли, обнаруженной годом ранее. Тогда разведка сопровождалась густым туманом, поэтому в новом путешествии к острову Брок Стефанссон выяснил, что это группа островов — сам Брок, Борден и Маккензи-Кинг, разделённых проливом Уилкинса. Далее он устремился на северо-восток и 29 мая достиг мыса Исаксен острова Эллеф-Рингнес, и, продолжая продвигаться вдоль кромки берегового припая, 13 июня открыл ещё один большой неизвестный остров в группе островов Свердрупа — Миен, на котором возвёл опознавательный знак, объявлявший эту землю владением Британской Империи.
Вернувшись на Эллеф-Рингнес, Стефанссон взял курс на остров Кинг-Кристиан, но высадке на него препятствовал разреженный лёд вблизи береговой линии. Заметив новую землю к юго-западу от острова, он направился к ней, во время похода выяснив, что «остров Финдли», описанный в 1853 году Шерардом Осборном — участником экспедиции, посланной на поиски Джона Франклина, это не одна земля, а группа островов, самым крупным из которых является остров Лохид (Острова Королевы Елизаветы), на котором он со своей партией провёл месяц в ожидании становления более крепкого льда. 9 сентября партия Стефанссона выдвинулась в направлении острова Борден, откуда перебралась на остров Мелвилл, на котором провела ещё одну зимовку (зимовочная база на острове была заранее подготовлена).
Основной задачей исследователя по-прежнему оставались поиски земли в северной части моря Бофорта. 30 марта 1917 года вместе с Гарольдом Нойсом и Лорн Найтом (англ. Harold Noice, Lorne Knight) он вышел c мыса Грасси (англ. Cape Grassy) и, миновав остров Брок, к 25 апреля достиг по морскому льду 80°30’ СШ, 111° ЗД, однако ни новой земли, ни её признаков обнаружить так и не удалось. Его двое товарищей, к этому времени выказывавшие безошибочные признаки цинги, не могли больше продолжать поход, и Стефанссон был вынужден повернуть назад. Несмотря на разочарование от результатов похода, он всё же мог с уверенностью заявить, что если какая земля в этом секторе Арктики и будет обнаружена, вряд ли она будет иметь большие размеры, а поэтому Канадскому правительству не стоит больше переживать по поводу существенных географических открытий в этом регионе представителями других стран.
Вернувшись на мыс Келлетт 17 августа, Стефанссон обнаружил там лишь обломки «Мэри-Сакс» и нескольких охотников, от которых узнал о гибели её капитана Питера Бернарда и Ч. Томсена, попытавшихся осенью 1916 года доставить почту на остров Мелвилла. 26 августа к мысу подошло судно «Challenge» (Вызов), на котором он со своими спутниками добрался до мыса Батэрст на материке, откуда уже на «Белом Медведе» добрался до острова Бартер, на котором провёл свою последнюю зимовку в Арктике, во время которой серьёзно заболел, из-чего был вынужден, кроме прочих обстоятельств, в 1918 году вернуться в Канаду.

#### Последнее плавание «Карлука»
Судьба «Карлука», на котором к началу дрейфа оставались 25 человек — команда, научный персонал экспедиции и охотники оказалась драматична. До начала января 1914 года он дрейфовал к западу от Аляски, пока 10 января не был раздавлен льдами в 97 км к северо-востоку от острова Врангеля — примерно там же, где вмёрзла в лёд и начала свой дрейф «Жаннетта» Джорджа Де Лонга.

Экипаж судна сошёл на лёд. 21 января первая партия из семерых человек под командованием старшего помощника капитана «Карлука» Сэнди Андерсона по поручению Бартлетта выступила к острову Врангеля «проторить дорогу». У широкой полыньи, предотвращавшей дальнейшее продвижение к берегу, трое путешественников повернули назад и 3 февраля благополучно достигли «Лагеря кораблекрушения». Остальные четверо во главе с Андерсеном, в итоге, добрались до острова Геральд, где погибли, предположительно, из-за пищевого отравления или отравления угарным газом. Их останки были найдены только в 1929 году.
5 февраля ещё одна партия в составе врача Алистера Маккея (участника антарктической экспедиции Эрнеста Шеклтона 1907—1909 годов), биолога Джеймса Мюррея, антрополога Анри Бюша (англ. Henri Beuchat) и матроса Стенли Морриса предприняла самостоятельный (в отличие от планов Барлетта) поход к острову Врангеля и пропала без вести. 17 остававшихся в живых членов экипажа под командованием капитана судна (имевшего опыт участия в экспедициях Роберта Пири) 12 марта, используя цепь предварительно организованных складов, сумели добраться до острова Врангеля в районе бухты Драги (в 1988 году там были найдены следы их лагеря и на его месте установлен памятный знак). Через шесть дней после выхода на сушу Боб Барлетт вместе с охотником эскимосом Катактовиком вдвоём отправились на материк за помощью. К концу апреля они смогли достичь мыса Дежнёва, а 28 мая на китобойце «Herman» добраться до Аляски и сообщить о судьбе «Карлука».
В конце лета 1914 года куттер «Bear», а также российские ледокольные пароходы «Таймыр» и «Вайгач» (по просьбе канадского правительства) пытались пробиться к острову, но из-за сложной ледовой обстановки не смогли этого сделать. Только 7 сентября рыболовное судно «King & Winge» смогло забрать двенадцать выживших на острове — из остававшихся на нём к моменту отбытия Барлетта 15 человек трое погибли.

#### Итоги экспедиции
Результаты экспедиции Вильялмура Стефанссона, несмотря на многочисленные жертвы, огромные финансовые затраты (вылившиеся с планируемых 75 000 $ до почти 560 000 $) также оказались значительными. Отчёт о работе только одной южной партии Рудольфа Андерсена в области ботаники, геологии, географии, океанографии и зоологии, а также изучения культуры, быта и языка инуитов представлял собой тысячи геологических образцов, фотографий, артефактов, 50-минутный фильм и 14 томов литературы, актуальных по сегодняшний день. Во время своих незаурядных походов руководитель, помимо открытия и картографирования новых земель, собрал ценные сведения по промерам глубин моря Бофорта, позволившим очертить края континентального шельфа, собрать данные по климатологии и океанографии этого водного бассейна. Им были исследованы почти 100 000 квадратных миль северных территорий.

## Колонизация острова Врангеля
Помимо сделанных в XX веке последних географических открытий, наиболее значимым результатом своих полярных экспедиций Стефанссон считал доказательство того, что белые люди могут годами жить в Арктике без какой-либо помощи извне за счёт рационального использования её ресурсов. Его теория «гостеприимной Арктики» подвергалась критике со стороны ряда именитых полярных исследователей, в частности, Руаля Амундсена, который отзывался о ней как об опасной рекламе, способной привести к недооценке всех трудностей, связанных с освоением полярных областей Земли, и дальнейшие события лишь подтвердили его правоту.
В 1921 году на фоне политической нестабильности в Советской России, а также распространявшихся слухов на предмет территориальной экспансии Японии в отношении восточных областей Сибири, Стефанссон начал кампанию по колонизации острова Врангеля (которую впоследствии сам же назвал «авантюрой»), в расчёте на то, что со временем у Канады или США появятся веские основания для объявления своих прав на остров. Он сумел даже заручиться неофициальной поддержкой своего начинания со стороны канадского, а затем и британского правительств. 15 сентября 1921 года пятеро колонистов во главе с двадцатилетним канадцем Аланом Кроуфордом (американцы Милтон Галле (англ. Milton Galle), Лорн Найт (англ. Lorne Knight) и Фрэд Маурер (англ. Fred Maurer) — участник экспедиции на «Карлуке», а также эскимоска Ада Блэкджек в роли швеи и кухарки, нанявшаяся чтобы заработать на лечение ребёнка от туберкулёза) высадились на острове и подняли на нём канадский и британский флаги, а также подписали «Прокламацию», объявлявшую остров владением Великобритании.
Копия «Прокламации», доставленная на континент капитаном вернувшейся на Аляску шхуны «Silver Wave» (Серебряная волна), была Стефанссоном передана в газеты, однако результат оказался далек от того, на который он рассчитывал. «Нью-Йорк Таймс» подняла вопрос, на каком основании граждане США заявляют требования на территорию от имени другой страны, канадская пресса усомнилась в том, что остров Врангеля вообще имеет для страны сколь-нибудь значимую ценность, а британская пресса выразила обеспокоенность, что подобная авантюра может сказаться на отношениях с Соединенными Штатами. При этом правительства ни одной из этих стран не захотели всерьёз заниматься инициативой Стефанссона.

О судьбе поселенцев, которые по собственной воле решились отстаивать территориальные притязания своих стран, было при этом ничего не известно. Посланное в 1922 году Стефанссоном на остров Врангеля спасательное судно «Teddy Bear» в течение трёх недель не смогло пробиться сквозь льды к колонистам и ни с чем в сентябре вернулось на Аляску. В сентябре же 1922 года к острову Врангеля пыталась пробиться канонерская лодка «Магнит» под командованием лейтенанта Д. А. фон Дрейера, но и её остановили непроходимые льды. О точной цели похода «Магнита» к острову Врангеля неизвестно. На многочисленные запросы о судьбе колонистов Стефанссон отвечал, что «Арктика не более опасна, нежели Монтана или городская улица, где можно быть сбитым автомобилем».
Между тем, события на острове носили довольно драматический характер. Благополучно перезимовав, но не дождавшись летом 1922 года судна с дополнительными припасами продовольствия, к середине следующей зимы колонисты начали испытывать значительный недостаток в пище, поскольку расчёты на её пополнение только за счёт охоты не оправдались (изначально колонисты имели запас провианта только на шесть месяцев). 8 января 1923 года Найт и Кроуфорд отправились на Большую землю за помощью, но менее чем через две недели вернулись — Найт был тяжело болен цингой и не мог продолжать путешествие. 28 января за помощью отправились Кроуфорд, Маурер и Галле. Больше их никто не видел и об их дальнейшей судьбе ничего не известно. Оставшийся на острове на попечении Ады Блэкджек, Найт умер в апреле. Последней оставшейся в живых колонистке, несмотря на многочисленные трудности и опасности, удалось продержаться до прибытия 19 августа 1923 года спасательного судна «Donaldson», которое доставило её на родину (и одновременно оставило на острове вторую партию колонистов — американца Чарльза Уэллса (англ. Charles Wells) и 13 инуитов).
Личная инициатива Стефанссона, в итоге, стала предметом напряженной работы дипломатических миссий России и Великобритании, привела к дебатам в Канадском парламенте, а также вылилась в кратковременный территориальный спор между Канадой и США. В итоге, в 1924 году вопрос о территориальной принадлежности острова Врангеля был окончательно решён в пользу СССР — на конференции в Лондоне заместитель министра иностранных дел Великобритании Артур Понсонби заявил, что «Правительство его британского величества не имеет никаких претензий на остров Врангеля». В том же году остававшиеся на острове иностранные колонисты были сняты канонерской лодкой «Красный Октябрь» и доставлены во Владивосток, откуда через Китай экстрадированы на родину.

## Последующая деятельность
По возвращении в 1918 году на Большую землю Стефанссон начал своё первое лекционное турне, стал консультантом государственных органов и частных компаний по стратегическим вопросам использования возможностей Арктики.
После эпопеи с колонизацией острова Врангеля, а также предшествующих этому разногласиях с британским учёным сообществом по целому ряду вопросов, Вильялмур Стефанссон сменил канадское гражданство на американское. Зимой 1924 года Стефанссон посетил Австралию, где совершил путешествия по местным пустыням, преследуя свою идею-фикс — поиски доказательств, что и эти природные зоны можно покорять подобно Арктике, теми же способами — человеческой изобретательностью. C 1932 по 1945 годы Стефанссон был консультантом авиакомпании «Пан-Американ» по вопросам организации трансполярных полётов. Во время Второй мировой войны состоял советником правительства США по вопросам тренинга военнослужащих методам выживания в арктических условиях. В рамках этой работы он написал «Руководство по Арктике», ставшее классической работой по данной тематике.
Ещё в 1920-х годах Стефанссон начал собирать книги и рукописи, посвящённые исследованиям полярных регионов. Уже к началу 1930-х годов его библиотека насчитывала 10 000 наименований и превратилась из частного хобби в «полноценное учреждение» («a semipublic institution»). Он переехал в Нью-Йорк, где приобрёл апартаменты в Гринвич-Виллидж, поскольку для хранения его коллекции не хватало места. В 1946 году Стефанссон на грант Министерства обороны США, и, в первую очередь, в его интересах, приступил к созданию 20-томной «Арктической энциклопедии», обобщавшей и систематизировавшей документы всех экспедиций в Арктику, однако в 1949 году «без объяснения причин» армия прекратила финансирование этого фундаментального проекта (сам Стефанссон полагал, что финансирование прервалось из-за начавшейся холодной войны, поскольку работа над проектом предполагала тесное сотрудничество с СССР в части русско-язычных источников, и, естественно, общение с переводчиками). Вместе со своей огромной арктической библиотекой (25 000 томов и 45 000 брошюр и рукописей) в 1951 году Стефанссон перебрался из Нью-Йорка в Хановер (штат Нью-Гэмпшир).
В 1953 году по инициативе Стефанссона при Дармутском колледже был организован учебный курс по тематике полярных исследований (англ. Dartmouth’s Northern and Polar Studies Program), в итоге приведший к созданию в 1989 году Института полярных исследований (англ. Institute of Arctic Studies) (в колледж Стефанссон передал, и там сегодня хранится всё его наследие). Супругой исследователя Эвелин Стефанссон Неф (англ. Evelin Stefansson Nef, в девичестве Evelyn Schwartz Baird (1913—2009)) в институте учреждена стипендия имени В. Стефанссона на проведение научно-исследовательских работ по полярной тематике.
В 1952 и 1958 годах он перенёс микроинсульты. Третий — 26 августа 1962 года стал последним.
Стефанссон стал последним пережитком героической эпохи исследований. Девизом фактически созданного им Института полярных исследований является фраза из его книги The Northward Course of Empire: «Не существует такой северной границы, после которой плодотворная деятельность исследователя может быть остановлена, пока Север не сомкнётся с Севером по ту сторону Северного Ледовитого океана».

## Карьера писателя
Не считая отчёта об экспедиции 1908—1912, писательская карьера В. Стефанссона началась с книги «Гостеприимная Арктика», в которой, подробно описывая ход Канадской арктической экспедиции, он сформулировал собственное мировоззрение в отношении Арктики как гостеприимного региона Земли, понапрасну, по его мнению, считающимся «зловещим», и враждебным к «… только такой жизни, какою живут на юге, но гостеприимной к человеку и животному, желающим примениться к условиям севера». Эта книга вызвала интерес самого широкого круга читателей и была удостоена премии «Гранд сквайерс» — журнала Национального географического общества. Однако, в свою очередь, она получила неоднозначные рецензии, особенно со стороны полярных исследователей. Ими признавались безусловные достижения автора, его опыт и целеустремлённость, а также польза изложенных наблюдений о животном мире Арктики и способах выживания в ней, однако, безусловным минусом этой работы, по их мнению, являлось явное преувеличение автором степени «гостеприимства», которое, во-первых, характерно не для всего арктического региона, и, во-вторых, приемлемо далеко не для всех людей, включая аборигенов, чья жизнь «представляет собой беспрерывную ожесточенную борьбу за существование, весьма далекую от идиллии, которую хочет нарисовать Стефанссон». «Вполне возможно, что некоторые неугомонные души, находящиеся в поисках новых острых впечатлений, могут быть введены в заблуждение подобным истолкованием „дружелюбия“ Арктики и реально попытаются использовать преимущество такого „дружелюбия“, отправиться на Север только лишь с оружием и минимальным набором снаряжения. Если они сделают это — их ждёт неминуемая гибель. По моему мнению, основанном на многолетнем опыте, даже самый лучший стрелок не сможет „жить только за счёт земли“ в Арктике». Наглядным подтверждением этого стал эксперимент с колонизацией Врангеля. Книга была переведена на многие языки, в том числе на русский (1935), выдержала много переизданий и вошла в классику полярной литературы. По словам А. Ф. Трёшникова, книги двоих американцев сыграли важную роль в привлечении советской молодёжи к работе на Севере — Джека Лондона и В. Стефанссона.
Следующими, увидевшими свет, книгами Стефанссона стали «Hunters of the Great North» («Охотники Крайнего Севера», 1922), которая, по сути, являлась компиляцией сокращённых вариантов «Моей жизни с эскимосами» и «Гостеприимной Арктики» (была издана на русском в 1929 году издательством «Молодая Гвардия») и «The Northward Course of Empire» («Северный курс Империи»), считающаяся наиболее значительным произведением автора 1920-х годов (издана на русском в 1933 году в Хабаровском издательстве «Дальгиз» под названием «Новая страна на Севере»), в которой автор обосновывает хозяйственное значение Арктики, а также впервые отмечает её первостепенное значение как «кратчайшего воздушного пути между Европой, Америкой и Азией». В качестве продолжения обоснования экономического аспекта освоения Арктики Стефанссон написал ещё два произведения: «The Standartization of Error» («Стандартизация заблуждений», 1927) и «Adventures in Error» («Приключения в области заблуждений», 1936). Помимо этих работ, в 20-х годах XX столетия Стефансон написал ещё четыре книги, ориентированные, преимущественно, на юного читателя: «Kak, the Copper Eskimo» («Кэк, медный эскимос», 1924), «The Shaman’s revenge» («Месть шамана», 1925), «Northward, Но!» («Вперед, на Север!», 1925) и «The Mountain of Jade» («Яшмовая гора», 1926).
В 1930-х — 1950-х годах Стефанссон опубликовал ряд работ по истории полярных исследований. В 1938 году была издана «The Three Voyages of Martin Frobisher» («Три плавания Мартина Фробишера») о попытках (в 1576—1577 гг.) английских мореплавателей отыскать Северо-Западный проход из Атлантики в Тихий океан. В том же году вышла книга «Unsolved Mysteries of the Arctic» («Неразгаданные тайны Арктики») о тогда ещё необъяснимых случаях гибели полярных путешественников, центральное место в которой было отведено экспедиции Джона Франклина 1845 года. В 1940-м была опубликована «Ultima Thule — Further Mysteries of the Arctic» («Ультима Туле — продолжение о неразгаданных тайнах Арктики»), в которой автор исследовал вопросы возможности посещения «Ультима Туле» (Исландии) греком Пифеем и Христофором Колумбом, в 1958 году вышла «Northwest to Fortune» («На Северо-Запад к удаче»), в которой освещалась история поисков западным миром торгового экономически выгодного пути из Европы на Дальний Восток через Север.
В 1942 году из-под пера Стефанссона вышла книга «Гренландия», в которой он, опираясь на археологические данные, описал историю острова начиная с древних времён, исследовал существующие версии исчезновения норвежской колонии XV века. Отдельно в книге уделено внимание истории «современной» Гренландии — её «экономике, культуре… политическому и стратегическому значению этой страны в связи со Второй мировой войной».
Несколько работ Вильялмура были посвящены его исторической родине — Исландии, где он побывал ещё в студенческие годы. В январе 1929 года в американском журнале Форин Афферс была опубликована его статья «Icelandic Independence» («Независимость Исландии»), а в 1939-м вышла его книга «Iceland — The First American Republic» («Исландия — первая американская республика»).
Последней опубликованной работой полярного исследователя стала его автобиография «Discovery — the autobiography of Vilhjalmur Stefansson», которая увидела свет уже после смерти автора — в 1964 году.

## Теория безуглеводного питания
Ещё в 1905 году во время антропологической экспедиции на родину предков, в ходе раскопок древнего исландского кладбища Стефанссон обратил внимание на удивительное состояние зубов давно усопших предков — из многочисленных найденных не было ни одного кариозного, при том, что в основе рациона питания исландцев вплоть до XIX века практически отсутствовала содержащая углеводы пища (сахар, хлеб и т. п.). Кроме этого, его мать — коренная уроженка Исландии, также говорила, что в её детстве понятия не имели, что такое зубная боль. Это навело его на мысль о, как минимум, не приносящей вреда безуглеводной диете, а, как максимум, о её пользе. За годы своих полярных исследований, наблюдая, перенимая и принимая образ жизни северных народов, Вильялмур лишь убедился в том, что вопреки утвердившимся тогда в науке взглядам о сбалансированности БЖУ — диеты, как единственно возможной для выживаемости человека, питание исключительно мясом не наносит ему никакого вреда, более того, мясные продукты обладают «целебной силой». В отсутствие на тот момент клинических и лабораторных исследований в этой области, Стефанссон предложил свою кандидатуру для исследования, добровольно согласившись в течение одного года питаться исключительно животной пищей (вторым вызвавшимся был датчанин Карсен Андерсен (дат. Karsen Andersen)). В 1927 году при Институте патологий Рассела Сейджа (англ. Russell Sage Institute of Pathology, Госпитальный центр Белвью, Нью-Йорк) был образован специальный комитет под началом Раймонда Пирла (Университет Джонса Хопкинса), в который вошли эксперты по медицине, диетическому питанию, биологии и физиологии. Для Стефанссона эксперимент начался 13 февраля 1928 года (для Андерсена чуть раньше), 28 февраля под контролем врачей он полностью перешел на мясную диету, оставаясь до 20 апреля под наблюдением в клинике, после чего его отпустили домой. Эксперимент закончился 8 марта 1929 года, его результаты были опубликованы в «Американском журнале пищеварения и питания», краткая суть которых сводилась к следующему:
- спустя год эксперимента оба испытуемых были интеллектуально и физически активны, каких-либо заметных физических отклонений определено не было;
- в течение первой недели наблюдалась потеря веса из-за изменения содержания воды в организме, после чего вес оставался практически стабильным;
- кровяное давление на протяжении всего времени наблюдений оставалось в норме, функции кишечника нарушены не были, гиповитаминоз не проявлялся;
- клинические наблюдения и лабораторные исследования не выявили никаких пагубных последствий от продолжительного применения исключительно мясной диеты[51][52][53].

Вопросам здорового питания Стефансон посвятил свою книгу «Not by Bread Alone» («Не хлебом единым», 1946), предисловие к которой написал доктор Эжен Дюбуа (фр. Eugene Floyd Dubois) — директор Института патологий Рассела Сейджа. В 1960 году был издан медицинский труд Стефансона «Cancer: Disease of Civilization? An anthropologica and historical Study» («Рак болезнь цивилизации? Антропологическое и историческое исследование»), в которой автор делает аргументированные выводы, что эта болезнь встречается лишь в основном в «цивилизованном» мире.

## Награды, почётные звания, память
Стефанссон способен преодолеть любую проблему Севера… к сообразительности, настойчивости и твёрдой воле белого человека он присовокупил умение эскимоса пользоваться местными ресурсами… Стефансон разработал систему полного самоснабжения, он мог бы прожить в Арктике не пять с половиной лет, а пятнадцать. Сочетая грандиозные природные физические и умственные способности с практическим здравым смыслом, он побил все рекорды.
В 1908 году Стефанссон вступил в Клуб исследователей, основанный тремя годами ранее. Дважды — в 1919—1922 и в 1937—1939 гг. был его президентом. В 1918 году Вильялмур стал обладателем самой престижной награды клуба — Explorers Club Medal, а в 1932 году стал почётным членом этого международного сообщества.
В январе 1919 года Национальное географическое общество вручило Стефанссону золотую медаль Хаббарда, а в 1921 году за уникальный вклад в исследования Северного Ледовитого океана Королевское географическое общество наградило его своей золотой медалью основателей.
В 1941 году он стал третьим почётным членом Американского полярного общества. В 1945—1946 гг. возглавлял Общество историков науки, а в конце 1940-х Стефанссон вошёл в число первых почётных членов Института Арктики Северной Америки (вместе с сэром Хьюбертом Уилкинсом).
В честь полярного исследователя назван остров у северо-восточного побережья острова Виктория (Канадский Арктический архипелаг).

## Основные труды
- Stefansson, Vilhjalmur, Anderson, Rudolph Martin. My life with the Eskimo = Моя жизнь с эскимосами. — New York: Macmillan Company, 1913. — 687 p.
- Vilhjalmur Stefansson Stefánsson-Anderson Expedition, 1909-12. = Экспедиция Стефанссона-Андерсена. — Anthropological Papers, AMNH, vol. XIV., New York, 1914.
- Vilhjálmur Stefánsson. The friendly Arctic: the story of five years in Polar regions = Гостеприимная Арктика. — New York: The Macmillan co., 1921. — 909 p.
- Vilhjalmur Stefansson. Hunters Of The Great North = Охотники великого севера. — New York: HARCOURT, BRACE AND COMPANY, 1922. — 363 p.
- Vilhjálmur Stefánsson. The Northward Course of Empire = Северный курс империи. — New York: Harcourt, Brace and Company, 1922. — 315 p.
- Vilhjalmur Stefansson The Standardization of Error. =Стандартизация ошибок. — W. W. Norton & Company, Inc., New York, 1927.
- Vilhjalmur Stefansson Unsolved Mysteries of the Arctic. = Нераскрытые тайны Арктики. — The Macmillan Company, New York, 1938.
- Vilhjalmur Stefansson Not by Bread Alone. = Не хлебом единым. — The Macmillan Company, New York, 1946.
- Vilhjalmur Stefansson Great Adventures and Explorations. = Великие приключения и исследования. — The Dial Press, 1947.
- Vilhjalmur Stefansson Cancer: Disease of civilization? An anthropological and historical study. = Рак: Болезнь цивилизации? Антропологическое и историческое исследование. — Hill and Wang, Inc., New York, 1960.
- Vilhjalmur Stefansson Discovery — the autobiography of Vilhjalmur Stefansson. = Вильялмур Стефанссон — Автобиография. — McGraw-Hill Book Company, New York, 1964.

## Комментарии
1. ↑  В начале апреля троих из семи участников по достижении северо-западной оконечности острова Банкс Стефанссон отправил обратно на материковую базу южной партии экспедиции, оставшись с Чарльзом Томсеном, Сторкенсоном и Андреасеном.
2. ↑  По отчёту Барлетта 4 февраля (Барлетт, 78)
3. ↑  Транскрибируется с французского (Бэша в русском переводе книги Бартлетта - Последнее плавание Карлука.)
4. ↑  Всего отчёт о результатах экспедиции составил более 20 томов[25]
5. ↑  Из-за военного поражения Белого движения на Дальнем Востоке, во Владивосток корабль больше не вернулся, а экипаж «Магнита» отправился в эмиграцию
6. ↑  англ. There is no northern boundary beyond which productive enterprise cannot go until North meets North on the opposite shore of the Arctic Ocean.
7. ↑  англ. It is entirely possible that some adventurous spirits, seeking a fresh thrill in the North, may be misled by this talk about the "friendliness" of the Arctic and will actually attempt advantage of this "friendliness", and venture into those region equipped only with a gun and some ammunition. If they do, certain death awaits them. In my opinion, based on long experience and careful study, even a good marksman cannot "live off the country "  in the Arctic. Руал Амундсен
8. ↑  О роли свежего мяса, как целебного продукта в борьбе с цингой. было известно задолго до наблюдений Стефанссона